# Позачергові вибори до Тернопільської обласної ради 2009
Позачергові вибори до Тернопільської обласної ради 2009 — вибори до Тернопільської обласної ради, що були призначені та відбулися 15 березня 2009 року в межах Тернопільської області, другі в історії виборів до Тернопільської обласної ради, що проходили на пропорційній основі. Для того, щоб провести своїх представників до Тернопільської обласної ради, партія чи блок мали набрати не менше 3 % голосів виборців. Вибори були призначені Верховною Радою України за поданням голови Тернопільської обласної державної адміністрації. Головні претензії голови ОДА, Юрія Чижмаря, полягали у недієвості попереднього складу обласної ради. Однак протягом усього часу проведення виборчої кампанії мали місце спроби скасування виборів. Так, у Верховній Раді України, головно голосами депутатів із фракцій Партії Регіонів та Блоку Юлії Тимошенко, було проголосовано і підтримано постанову, що скасовувала ці вибори. Однак після низки судових процесів вибори були визнані законними. На виборах перемогу здобуло Всеукраїнське об'єднання «Свобода», яке підтримали 154 038 виборців, або 34,69%. Партія здобула найбільшу кількість мандатів — 50, а її представника, Олексія Кайду, було обрано новим головою обради.

## Передісторія

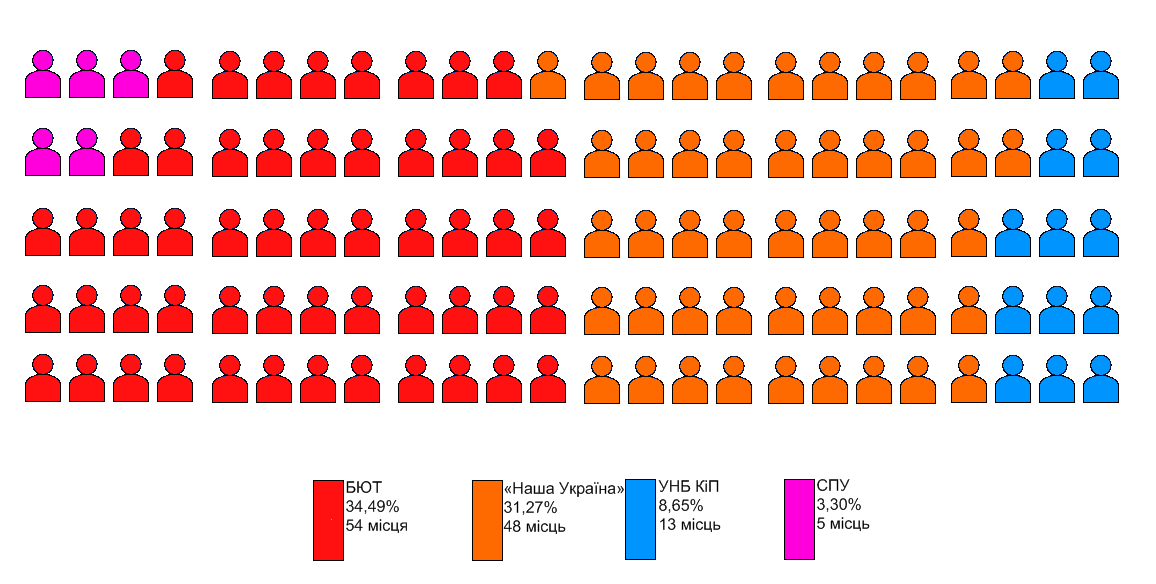
Розподіл мандатів

### Результати виборів до Тернопільської обласної ради 26 березня 2006 року
| Розподіл голосів | Розподіл голосів | Розподіл голосів | Розподіл голосів | Розподіл голосів |
| ---------------- | ---------------- | ---------------- | ---------------- | ---------------- |
|                  |                  |                  |                  |                  |
| БЮТ (54)         | БЮТ (54)         |                  | 34.49%           | 34.49%           |
| НУ (48)          | НУ (48)          |                  | 31.27%           | 31.27%           |
| УНБ КіП (13)     | УНБ КіП (13)     |                  | 8.65%            | 8.65%            |
| СПУ (5)          | СПУ (5)          |                  | 3.3%             | 3.3%             |

Примітки:
* В таблиці зазначені лише ті політичні сили, які подолали 3 % бар'єр і провели своїх представників до Тернопільської обласної ради 
* В дужках — кількість отриманих партією чи блоком мандатів. 
Ці результати майже збіглися із результатами голосування на парламентських виборах, що відбулися того ж дня. За Блок Юлії Тимошенко проголосувало 34,49%, за Нашу Україну — 34,16%, Блок Костенка і Плюща підтримало 10,20%, а Соціалістичну партію — 3,66%. Натомість для блоку «Пора—ПРП», який на виборах до Верховної Ради отримав по Тернопільській області 3,09%, недобір 0,1% виявився значимим, і блок не потрапив до складу облради.

### Конфлікт міжБЮТомтаНашою УкраїноювТернопільській обласній раді
Основною причиною призначення виборів став конфлікт між головою Тернопільської обласної ради Михайлом Миколенком (Блок Юлії Тимошенко) і головою Тернопільської обласної державної адміністрації Юрієм Чижмарем (Наша Україна). Після попередніх виборів до Тернопільської обласної ради 2006 року була сформована більшість із представників Блоку Юлії Тимошенко, Соціалістичної партії України та Конгресу українських націоналістів (які пройшли до Тернопільської обласної ради за списками блоку «Наша Україна»). Більша частина «Нашої України», а також Український народний блок Костенка і Плюща опинилися в опозиції. 22 жовтня 2008 року обласна рада висловила недовіру голові облдержадміністрації Юрію Чижмарю. При цьому Чижмаря в облраді на той момент не було. Два депутати (від «Нашої України» та Української народної партії) оскаржили це та інші рішення облради, прийняті 22 жовтня, в суді. Депутати від «Нашої України» також вимагали позбавлення депутатів-перебіжчиків із Конгресу українських націоналістів мандатів. За результатами позову, Тернопільський окружний адміністративний суд визнав нечинним сесійне засідання облради 22 жовтня та всі ухвалені на ньому рішення. Наступного дня, коли постанова суду ще не набрала законної сили, Чижмарь звернувся до Верховної Ради з проханням призначити позачергові вибори до обласної ради. Він мотивував це невиконанням облрадою попередніх судових рішень, зволіканням розгляду низки регіональних програм, передачею в комунальну власність області різних об'єктів, кадровими призначеннями. Верховна Рада України 18 грудня 2008 року підтримала це подання і призначила позачергові вибори до Тернопільської обласної ради на 15 березня 2009 року.

## Опитування громадської думки напередодні виборів
| Результати опитувань у вигляді таблиці | Результати опитувань у вигляді таблиці | Результати опитувань у вигляді таблиці              | Результати опитувань у вигляді таблиці         | Результати опитувань у вигляді таблиці        | Результати опитувань у вигляді таблиці        | Результати опитувань у вигляді таблиці          | Результати опитувань у вигляді таблиці                          |
| Партія чи блок                         | Результат на попередніх виборах        | Результат на виборах до Верховної Ради України 2007 | «Українське демократичне коло» (22 — 29 січня) | Соціологічна група «Рейтинг» (24 — 30 грудня) | Соціологічна група «Рейтинг» (21 — 28 лютого) | Центр соціологічних досліджень та прогнозування | Центр соціологічних досліджень та прогнозування(20 — 22 лютого) |
| -------------------------------------- | -------------------------------------- | --------------------------------------------------- | ---------------------------------------------- | --------------------------------------------- | --------------------------------------------- | ----------------------------------------------- | --------------------------------------------------------------- |
| Всеукраїнське об'єднання «Свобода»     | <3%                                    | 3,44                                                | 10                                             | 13,2                                          | 32,9                                          | 18,5                                            | 22,9                                                            |
| Єдиний центр                           | н/у                                    | н/у                                                 | 1                                              | 2,5                                           | 6,7                                           | —                                               | —                                                               |
| Партія регіонів                        | 1,6                                    | 3,01                                                | 3                                              | 2,2                                           | 2,7                                           | —                                               | 3,4                                                             |
| Блок Юлії Тимошенко                    | 34,49                                  | 51,57                                               | 26                                             | 23,9                                          | 18,6                                          | 19,9                                            | 18,6                                                            |
| Українська народна партія              | 8,651                                  | НУ — НС4                                            | 1                                              | 1,4                                           | 2,6                                           | 4,1                                             | 5,6                                                             |
| Народний союз «Наша Україна»           | 31,272                                 | 35,164                                              | 7                                              | 12,5                                          | 12,6                                          | 4,9                                             | 6,1                                                             |
| Блок Литвина                           | <3%                                    | 1,55                                                | 3                                              | 4,9                                           | 5,6                                           | —                                               | —                                                               |
| Соціалістична партія України           | 3,30                                   | 1,12                                                | —                                              | 1,4                                           | 1,3                                           | —                                               | —                                                               |
| Пора!                                  | ≈2,9                                   | НУ — НС4                                            | —                                              | 1,5                                           | 2,5                                           | —                                               | —                                                               |
| Конгрес українських націоналістів      | «Наша Україна»2                        | н/у                                                 | 1                                              | 0,6                                           | 0,7                                           | —                                               | —                                                               |
| Блок Народної Самооборони «Нескорені»  | н/у                                    | НУ — НС4                                            | —                                              | 2,6                                           | 1                                             | —                                               | —                                                               |
| Комуністична партія України            | <3%                                    | 0,69                                                | —                                              | 0,4                                           | —                                             | —                                               | —                                                               |
| Блок Яценюка3                          | н/у                                    | н/у                                                 | 17                                             | —                                             | —                                             | —                                               | —                                                               |
| Проти всіх                             | Невідомо                               | 1,11                                                | 8                                              | 16,2                                          | Невідомо                                      | Невідомо                                        | Невідомо                                                        |
| Не брали б участі у виборах            | —                                      |                                                     | 17                                             | 8,1                                           | 8,4                                           | Невідомо                                        | Невідомо                                                        |
| Інша партія чи блок                    | —                                      |                                                     | 1                                              | 2,7                                           | —                                             | —                                               | —                                                               |

Примітки:
* 1. Українська народна партія на виборах до Тернопільської обласної ради 2006 року входила до складу Українського народного блоку Костенка і Плюща 
* 2. Конгрес українських націоналістів та Народний союз «Наша Україна» на попередніх виборах входили до складу блоку «Наша Україна» 
* 3. Блок Яценюка планувався на момент проведення опитування, але створений так і не був. 
* 4. У складі блоку Наша Україна — Народна самооборона. 
* Н/у означає, що у попередніх виборах партія (блок) участі не брала.

### Прогноз явки виборців
Опитування було проведено соціологічною групою «Рейтинг».
| Прогноз явки             | Прогноз явки                            | Прогноз явки |
| Варіант відповіді        | Рівень підтримки варіанту відповіді у % |              |
| ------------------------ | --------------------------------------- | ------------ |
| «Обов'язково проголосую» | 40                                      |              |
| «Скоріше проголосую»     | 35                                      |              |
| «Не проголосують»        | 20                                      |              |
| Не визначилися           | 5                                       |              |

Примітка: 
* Опитування проводилися 24 — 30 грудня 2008 року 

## Хід виборів

Прихильники ВО «Свобода» пікетують Верховну Раду України з вимогою не скасовувати вибори до Тернопільської обласної ради

### Реєстрація суб'єктів виборчого процесу
Внаслідок протиснояння між Тернопільською обласною радою та Тернопільською обласною державною адміністрацєю певний час існувала ситуація, коли паралельно діяли дві територіальні виборчі комісії, і суб'єкти виборчого процесу вимушені були реєструватися в обох установах. Рішенням Тернопільського окружного адміністративного суду було визнано недійсним рішення сесії облради щодо створення нової територіальної виборчої комісії. Єдиною законною територіальною виборчою комісією було визнано стару.

### Спроба скасування виборів

Віче прихильників ВО «Свобода» у Тернополі з вимогою не скасовувати вибори

Зіткнення правоохоронців із представниками БЮТу біля друкарні «Збруч» у Тернополі.

2 лютого 2009 року у Верховній Раді України депутатами Іваном Кириленком (БЮТ) та Миколою Мартиненком (НУ—НС) був зареєстрований проект постанови «Про визнання такою, що втратила чинність Постанови Верховної Ради України „Про призначення позачергових виборів депутатів Тернопільської обласної ради». На думку їхніх опонентів (зокрема ВО «Свобода», Партії регіонів, Єдиного Центру) Блок Юлії Тимошенко просто побоюється поразки. 17 лютого прихильники Всеукраїнського об'єднання «Свобода» провели пікетування Верховної Ради України з вимогами гарантувати місцеве самоврядування на Тернопіллі та не скасовувати виборів до Тернопільської обласної ради. Представники Всеукраїнського об'єднання «Свобода» також оголосили, що у разі скасування Верховною Радою цих виборів ВО «Свобода» ініціювала б проведення референдуму щодо дострокового припинення повноважень Тернопільської обласної ради. Також проти скасування цих виборів виступили комуністи і Блок Литвина. 3 березня 2009 року 292 депутати Верховної Ради України підтримали скасування власної постанови №3686 «Про призначення позачергових виборів депутатів Тернопільської обласної ради» (за основу та в цілому) Зокрема, за цю постанову проголосувало 147 із 176 депутатів фракції Партії регіонів, 141 із 156 депутатів фракції Блоку Юлії Тимошенко, 4 представники «Нашої України — Народної самооборони». Фракції Комуністичної партії України та «Блоку Литвина» не голосували у повному складі. Рішуче засудило спробу скасування виборів ВО «Свобода». Партія вимагала від Президента України Віктора Ющенка розпустити Верховну Раду України. Також партія оскаржувала в суді постанову Верховної Ради України "Про визнання такою, що втратила чинність Постанови Верховної Ради України «Про призначення позачергових виборів депутатів Тернопільської обласної ради»". Проти скасування виборів виступила також і партія Єдиний Центр. Як і ВО «Свобода», «Єдиний Центр» також оскаржував скасування виборів. Рішенням Окружного адміністративного суду Тернопільської області від 11 березня 2009 року постанову Верховної Ради України "Про визнання такою, що втратила чинність Постанови Верховної Ради України «Про призначення позачергових виборів депутатів Тернопільської обласної ради»" (№3686) визнано незаконною. Суд зобов'язав Територіальну виборчу комісію провести вибори до Тернопільської облради 15 березня 2009 року. Однак 12 березня Окружний адміністративний суд Києва своєю ухвалою заборонив Державному казначейству України здійснювати фінансування позачергових виборів депутатів Тернопільської обласної ради, а 13 березня представники Блоку Юлії Тимошенко спробували заблокувати вивіз бюлетенів із друкарні «Збруч». Вони за допомогою автомобілів заблокували виїзд з друкарні, не даючи, у такий спосіб, можливості вивезти бюлетені до окружних виборчих комісій. Але о 21:45 виїзд із друкарні було розблоковано міліцією. 14 березня рішенням Львівського апеляційного суду вибори були визнані легітимними Один із учасників виборів, Блок Юлії Тимошенко, відмовився від участі у цих виборах, подавши відповідну заяву пізно ввечері в суботу. Однак територіальна виборча комісія не знайшла підстав для задоволення цієї заяви, тож БЮТ у бюлетенях було залишено.

### День виборів
Голосування проводилося з 7:00 до 22:00. За повідомленням Олександра Черненка, прес-секретаря комітету виборців України, переважна більшість виборчих дільниць було відкрито для голосування вчасно — о 7:00 ранку. Голосування проводилося на 1170 виборчих дільницях. До списків для голосування було внесено близько 800 тисяч виборців. Загалом вибори пройшли спокійно. Однак у Тернополі помер секретар виборчої комісії на спеціальній дільниці, яка знаходилася на території міської лікарні №3. Як повідомив представник територіальної виборчої комісії, ця особа мала проблеми зі здоров'ям, раніше вона перенесла інфаркт. Деякі учасники перегонів висловили думку, що ці вибори — незаконні. Зокрема, Народний депутат від Блоку Юлії Тимошенко, Сергій Подгорний повідомив, що на думку його політичної сили, ці вибори є незаконними, оскільки Конституційний Суд не скасував постанову Верховної Ради, якою вона скасувала рішення про призначення позачергових виборів. Також він зазначив, що «Ніхто цю постанову не скасував. Вона може комусь подобатися, комусь — не подобатися, але постанова діє. Тому жодних виборів в Тернопільській облраді бути не може». Українська народна партія повідомила, що вони делегували 1000 додаткових спостерігачів на вибори до Тернопільської обласної ради і будуть проводити паралельний підрахунок голосів. Як повідомляє прес-служба партії, «це зроблено для того, щоб забезпечити чесність виборів». Пізніше стало відомо, що представники обласних організацій Української народної партії, Єдиного центру, Пори, Нашої України підписали спільну заяву про об'єднання зусиль для організації спільного контролю за підрахунком голосів на виборах. Ці політичні сили оголосили, що поєднують свої зусилля «заради дотримання законності завершення процесу голосування й організації спільного контролю за підрахунком голосів і встановленням результатів виборів». Натомість у Блоці Юлії Тимошенко заявили, що вважають цю ініціативу «попередньою домовленістю про розподіл влади», і засудили її.

### Явка виборців
| Час  | 12:00 | 14:00 | 16:00                        | 19:00 | 20:00 | 22:00 (Закінчення голосування) |
| ---- | ----- | ----- | ---------------------------- | ----- | ----- | ------------------------------ |
| Явка | 20%   | 30%   | 47% (За іншими даними — 35%) | 48,8% | 50%   | 52%                            |

### Паралельний підрахунок голосів
1. ВО «Свобода»
2. «Єдиний Центр» [Архівовано 5 березня 2016 у Wayback Machine.]
3. Українська народна партія [Архівовано 27 вересня 2009 у Wayback Machine.]

## Результати виборів

### Офіційні результати виборів

Виборчий бюлетень

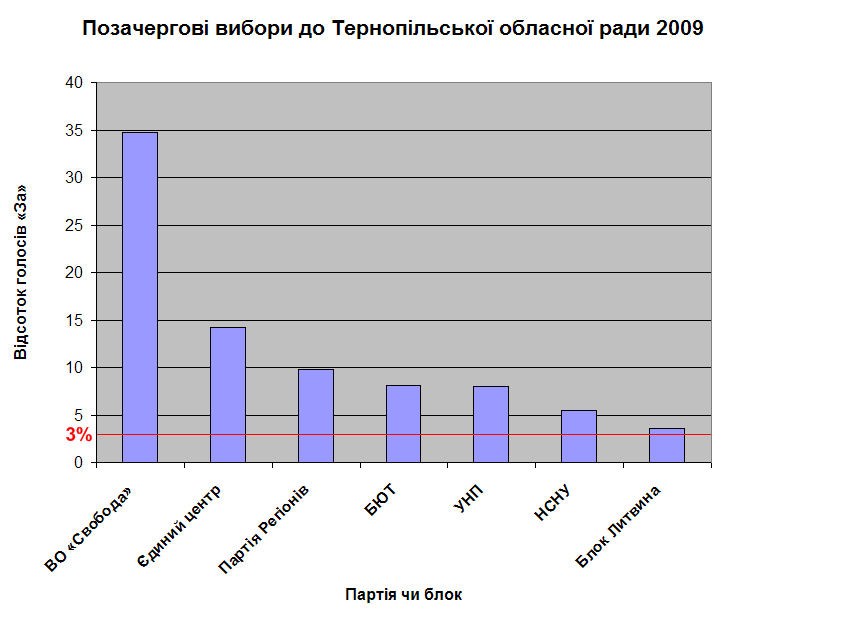
Результати виборів у вигляді діаграми

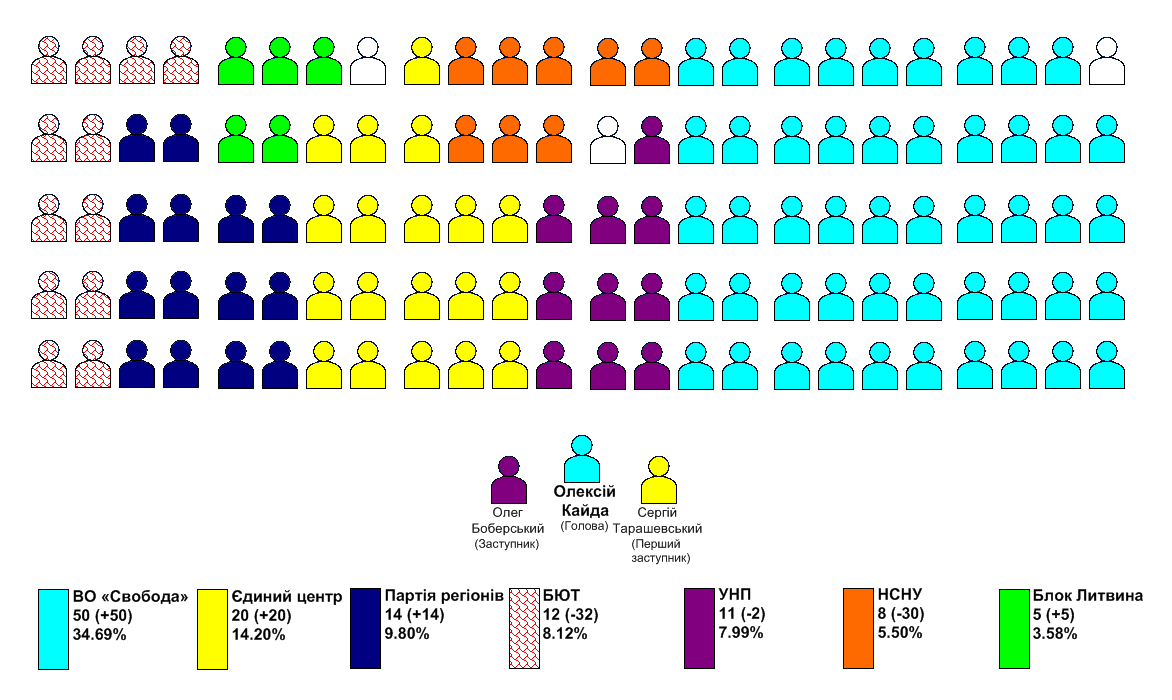
Розподіл мандатів та керівних посад у обласній раді за результатами виборів

Після підрахунку даних з усіх дільниць, територіальна виборча комісія оголосила офіційні результати виборів, за якими отримати підтримку більше трьох відсотків голосів виборців змогли шість партій та блоків. У порівнянні із попередніми виборами, до складу обласної ради потрапили такі політсили, що не мали представництва у попередньому скликанні: Всеукраїнське об'єднання «Свобода», Єдиний центр, Партія Регіонів та Блок Литвина. В той же час, не змогла отримати достатньо голосів, і, відповідно, не потрапила до нового складу облради соціалістична партія. Також не вдалося подолати 3% бар'єр і КУНу, представники якого на попередніх виборах пройшли за списками блоку «Наша Україна». Дві найбільші партії попереднього скликання — Блок Юлії Тимошенко і Наша Україна отримали значно менше представництво. Також незначно скоротилась чисельність депутатів від Української народної партії.
| №  | Партія чи блок                        | Голосів «За» | У %   | +/- відсотків у порівнянні з попередніми виборами | Місць | +/- місць у порівнянні з попередніми виборами |
| -- | ------------------------------------- | ------------ | ----- | ------------------------------------------------- | ----- | --------------------------------------------- |
| 1  | Всеукраїнське об'єднання «Свобода»    | 154 325      | 34,69 | > +32                                             | 50    | +50                                           |
| 2  | Єдиний центр                          | 63 207       | 14,20 | н/у1                                              | 20    | +20                                           |
| 3  | Партія регіонів                       | 43 616       | 9,80  | +8,2                                              | 14    | +14                                           |
| 4  | Блок Юлії Тимошенко                   | 36 067       | 8,12  | -26,37                                            | 123   | -32                                           |
| 5  | Блок Української народної партії      | 35 544       | 7,99  | -0,66                                             | 11    | -2                                            |
| 6  | Народний союз «Наша Україна»          | 24 599       | 5,50  | -25,77                                            | 8     | -30                                           |
| 7  | Блок Литвина                          | 16 026       | 3,58  | > +1                                              | 5     | +5                                            |
| 8  | Соціалістична партія України          | 9 258        | 2,08  | -1,22                                             | 0     | -5                                            |
| 9  | Громадянська партія «Пора!»           | 6 269        | 1,40  | -1,5                                              | 0     | +/-0                                          |
| 10 | Конгрес українських націоналістів     | 5 370        | 1,21  | «Наша Україна»2                                   | 0     | -10                                           |
| 11 | Блок Народної Самооборони «Нескорені» | 2 898        | 0,65  | н/у1                                              | 0     | +/-0                                          |
| 12 | Комуністична партія України           | 2 295        | 0,52  |                                                   | 0     | +/-0                                          |
| 13 | «Велика Україна»                      | 2 087        | 0,47  |                                                   | 0     | +/-0                                          |
| 14 | Аграрна партія                        | 1 907        | 0,43  |                                                   | 0     | +/-0                                          |
| 15 | «Нова демократія»                     | 1 335        | 0,33  |                                                   | 0     | +/-0                                          |
| 16 | «Нова політика»                       | 1 114        | 0,32  |                                                   | 0     | +/-0                                          |
|    | Проти всіх                            | 30 190       | 6,16  | —                                                 | —     | —                                             |
|    | Недійсні бюлетені                     | 8 784        | 3,13  | —                                                 | —     | —                                             |
|    | В цілому                              | 444 882      | 100%  | —                                                 | 120   | —                                             |

Примітки: 
* 1. У попередніх виборах участі не брала. 
* 2. На попередніх виборах у складі «Нашої України» 
* 3. Пізніше відмовилися від мандатів 
* 4. Зеленим кольором виділено ті партії та блоки, що отримали більше 3% голосів виборців

### Регіональні особливості результатів волевиявлення
За результатами виборів, Всеукраїнське об'єднання «Свобода» посіло перше місце у всіх районах області, а також у місті Тернополі, за винятком Підволочиського району, де переміг «Єдиний центр», та Шумського району, де на перше місце вийшла Партія регіонів. За Всеукраїнське об'єднання «Свобода», найчастіше голосували у Тернополі — 52% голосів виборців. Найменше «Свободу» підтримали у північних районах області. В той же час, на півночі області зафіксовано найвищий результат соціалістів на цих виборах — їх підтримали 5,5% мешканців Лановецького, 5,3% Шумського, 4,6% Кременецького районів.

## Висвітлення виборів у пресі

Обкладинка газети «Сегодня» за 18 березня 2009 року

Вибори досить широко були висвітлені в засобах масової інформації, причому як в друкованих, так і в електронних виданнях. Це пов'язано з тим, що ці вибори — позачергові, розведені в часі з більшістю інших місцевих виборів. Окрім того, дані вибори багатьма експертами та політичними партіями розглядалися як репетиція майбутніх президентських, та можливих дочасних виборів до Верховної Ради України. Газета «Сегодня» (укр. Сьогодні) пише, що це вже друга поразка БЮТу протягом останнього року — у травні 2008 був Київ. Ці вибори багато хто вважає своєрідним опитуванням мешканців Галичини, адже за результатами виборів до Верховної Ради України 2002, 2006, 2007 років результати партій у Львівській, Івано-Франківській і Тернопільській областях завжди були майже однаковими. Ці вибори стали справжнім інформаційним проривом для Всеукраїнського об'єднання «Свобода». Зокрема, лідери партії почали значно частіше з'являтися у теле-ефірі, на шпальтах газет, часописів. Перемога «Свободи» на цих виборах викликала у частини журналістів побоювання у радикалізації суспільства. Також для преси несподіванкою став другий результат «Єдиного центру». Адже згідно з опитуваннями громадської думки, ця партія не долає прохідний бар'єр на загальнонаціональному рівні. Тож на думку частини журналістів, цей результат можна пояснити особистою популярністю Голови Тернопільської ОДА Юрія Чижмаря, який очолив виборчий список партії. Висловлювалась і версія щодо застосування адмінресурсу. Також несподіванкою для преси став дуже високий, як для Галичини показник Партії регіонів. Результат у 9,80% є найвищим досягненням цієї партії в Галичині за всю її історію. Частина журналістів та експертів пояснювали це підкупом партією виборців. Більшість газет та оглядачів сходяться на тому, що ці вибори — величезна поразка БЮТу. Деякі видання, (газета «Сегодня» (укр. Сьогодні), журнал «Український тиждень») коментуючи результати виборів, висловили занепокоєння тим, що перемога націоналістів у західній Україні може спровокувати підйом популярності проросійських сил на сході країни.

### Заяви, щодо можливої фальсифікації виборів
За словами голови обласного управління міліції, Віталія Максимова, з'ясовано, що понад 500 осіб, із тих, котрі у списках виборців відмічені як такі, що взяли участь у голосуванні, в ньому участі не брали. За його словами, 17 вересня тимчасова слідча комісія Верховної Ради з питань розслідування порушення закону при проведенні позачергових виборів до Тернопільської облради 15 березня 2009 року отримала доступ до виборчої документації. Отже, правоохоронці змогли розпочати перевірку списків виборців у чотирьох районах, результати голосування в яких викликали сумніви у членів комісії. За результатами перевірки було опитано 2919 осіб, (серед тих, хто згідно з даними протоколів дільничних виборчих комісій взяв участь у голосуванні) у Заліщицькому, Лановецькому, Підволочиському та Підгаєцькому районах області. Із них близько 20% повідомили, що не брали участі у виборах.

## Реакція політичних партій на результати виборів

### Всеукраїнське об'єднання «Свобода»

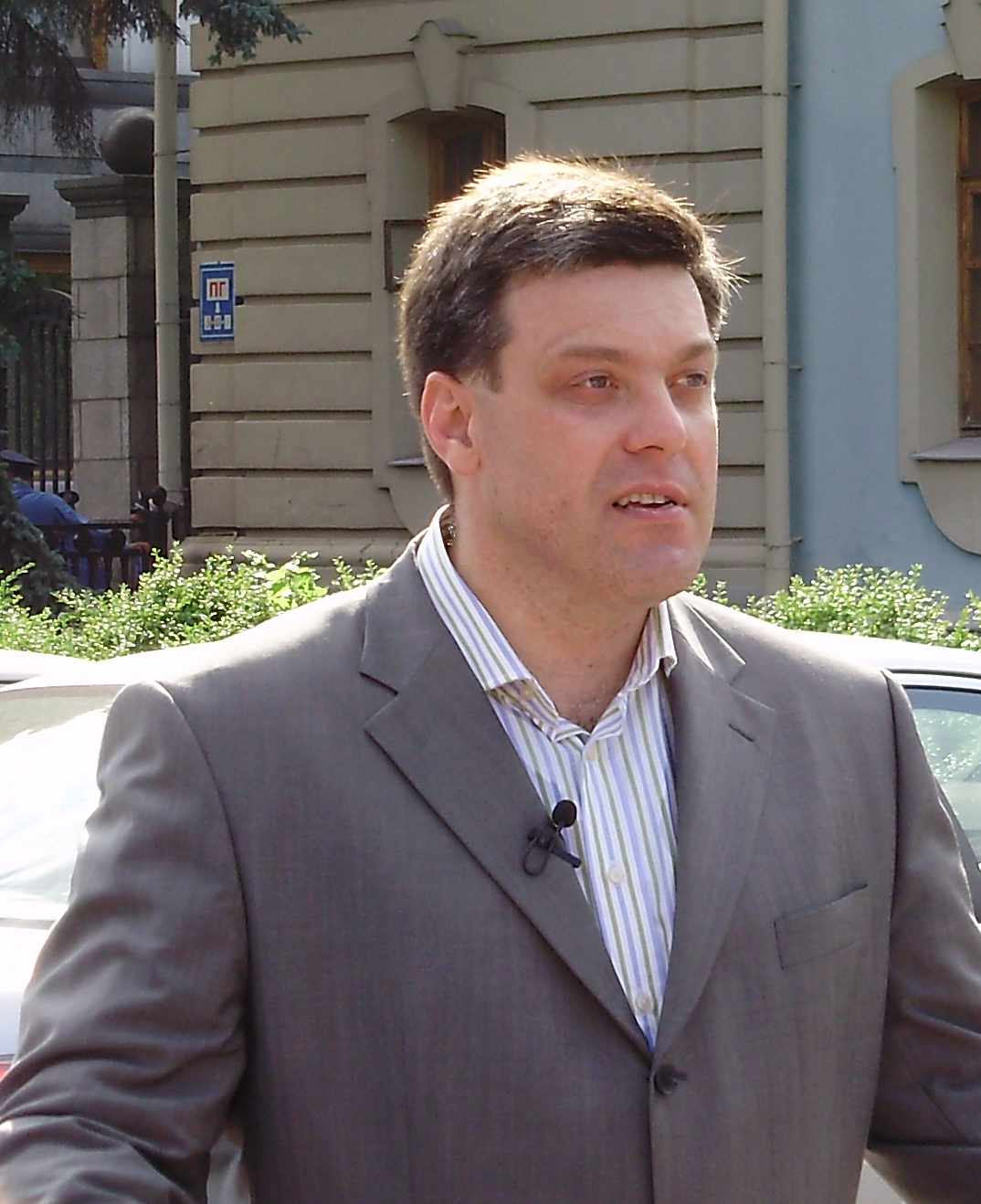
Лідер ВО «Свобода», Олег Тягнибок у 2009 році

Лідер партії, Олег Тягнибок, зазначив, що всупереч надзвичайно складному виборчому процесу Всеукраїнське об'єднання «Свобода» отримало переконливу перемогу на цих виборах. На його думку, ці вибори можна вважати певним переломом, переходом від однієї епохи до іншої.
|  | Час неідеологічних кольорових мегаблоків з фантиків, гігапартій починає відходити. Але вони так просто не здаються. Вони зубами тримаються за владу, тому й виборчі перегони були настільки скандальними |

Однак Олег Тягнибок повідомив, що попри перше місце на цих виборах, він не зовсім задоволений результатом, адже його партії не вдалось отримати більшість мандатів в обласній раді, тож для формування більшості доведеться домовлятися із іншими партіями, що отримали представництво в облраді. На думку пана Тягнибока, ці вибори засвідчили те, що у разі проведення позачергових виборів до Верховної Ради України, Всеукраїнське об'єднання «Свобода» подолає 3% прохідний бар'єр. Олег Тягнибок заявив, що розраховує отримамати близько 7%. Також Олег Тягнибок оголосив, що буде балотуватися на посаду Президента на найближчих виборах, і розраховує потрапити до другого туру виборів. Щодо майбутнього блокування в новообраній обласній раді, то Олег Тягнибок сказав, що Всеукраїнське об'єднання «Свобода» буде співпрацювати з усіма політичними силами, окрім Партії регіонів. Коментуючи результат цієї партії, він зазначив, що на це є дві основні причини: протест мешканців області проти гризні між колишніми партнерами у владі (БЮТом та «Нашою Україною») з одного боку, та наявністю в північних районах області великого впливу Української православної церкви Московського патріархату. Саме в цих районах Партія регіонів і здобула найбільшу кількість голосів.

### Єдиний центр
На думку голови Тернопільської обласної організації Єдиного центру, Сергія Тарашевського, ці вибори стали символом краху іменних політичних проектів. Інший представник партії, Леся Оробець, що є заступником голови «Єдиного центру» та депутатом Верховної Ради України, вважає, що результат «Єдиного центру» є успішним і високим. А голова Тернопільської обласної державної адміністрації і, водночас, перший номер у списку «Єдиного центру», Юрій Чижмарь, у своєму зверненні привітав новообрану облраду, зокрема, він відзначив, що громада краю виявила новообраним депутатам високу довіру, доручивши представляти її інтереси у облраді.
|  | Потрібно чесно і відповідально виконувати ті завдання, які стоять сьогодні перед вищим представницьким органом області. Цього чекають від нас люди. Переконаний, що у цій раді відтепер пануватиме порядок та законність. Успіхів всім вам! Успіхів Тернопільщині! |

### Партія регіонів
Депутат Верховної Ради України, Ганна Герман, заявила, що приємно здивована високим результатам, отриманим Партією регіонів. Вона додала, що в деяких районах Тернопільщини Партія регіонів взагалі посіла перше місце. Вона повідомила, що в трьох районах області Партія регіонів взяла 25, 20 і 15 відсотків. На її думку, це дуже високий результат.
|  | За нашими навіть найоптимістичнішими розрахунками, ми очікували 3-4%. А це несподіваний результат. Це може свідчити про зростання популярності Партії регіонів в західних областях, оскільки Тернопіль дуже показовий у цьому плані – навіть більше показовий, ніж Львів |

Натомість для лідера Партії регіонів, Віктора Януковича, цей результат виявився очікуваним. За його словами, ці результати свідчать, що «влада збанкрутіла і що її треба міняти». Також Янукович вважає, що ці вибори — «повне фіаско провладних партій».

### Блок Юлії Тимошенко
Блок Юлії Тимошенко засудив проведення виборів, бо вважає їх незаконними. Усі 12 представників від БЮТу відмовились брати мандати. БЮТівці назвали вибори «фарсом, на їхню думку, відбулися чисельні фальсифікації в ході голосування. Так, за їхньою версією, реальна кількість людей, що проголосували, не перевищувала тридцяти відсотків, але за годину до закінчення голосування було вкинуто двадцять відсотків бюлетенів. Головним винуватцем всього цього БЮТ вважає голову Секретаріату Президента, Віктора Балогу, пов'язаного з партією «Єдиний Центр».

### Українська народна партія
Українська народна партія вважає, що позачергові вибори до Тернопільської обласної ради стали подвійною перемогою для мешканців області. Перша перемога та, — що попри прагнення БЮТ зірвати вибори, вони все ж відбулися. А друга перемога полягає в тому, що Тернопільщина стала першим в Україні регіоном, де перемогли праві. Також, лідер Української народної партії, Юрій Костенко, заявив, що у зв'язку з результатами цих виборів, на наступні парламентські вибори УНП піде самостійно. Він також повідомив, що розраховує отримати 9 — 10% підтримки на виборах.

### Блок Литвина
Голова Верховної Ради України та лідер однойменного блоку, Володимир Литвин, на прес-конференції 16 березня закликав політичні сили визнати результати виборів до Тернопільської облради. При цьому Литвин поскаржився, що його політична сила втратила половину прихильників у Тернопільській області у зв'язку з невизначеністю щодо виборчого процесу в цьому регіоні.
|  | У підсумку ми не добрали вдвічі, тому що згорнули роботу в регіонах |

Окрім того, на думку Володимира Литвина, робота спостерігачів на виборчих дільницях не була забезпечена належним чином.

### Соціалістична партія України
19 березня прес-служба соцпартії опублікувала свою заяву щодо виборів. Соціалісти вважають, що результати виборів до Тернопільської облради є наслідком адміністративних технологій та фальсифікацій. На їхню думку, фальсифікація виборів у Тернополі стала «поверненням епохи Кучми». Соціалісти негативно оцінили як позицію Президента, Віктора Ющенка, який підтримав проведення виборів, так і позицію Прем'єр-міністра, Юлії Тимошенко, яку вони звинувачують у «скасуванні виборів за допомогою судового рейдерства». Соціалісти зауважують, що незважаючи на абсолютну сваволю адміністративного ресурсу, безпрецедентних за рівнем цинізму і підтасовувань методів ведення кампанії, Соцпартії вдалось досягти у деяких районах переконливого результату. Зокрема, соціалістів підтримало 5,5% мешканців Лановецького, 5,3% Шумського, 4,6% Кременецького та 4,1% Збаразького районів.

### Конгрес Українських Націоналістів
За результатами виборів Конгрес українських націоналістів отримав 1,21% і не потрапив до складу нової обласної ради. Тож Голова Конгресу українських націоналістів, Олексій Івченко видав розпорядження, згідно з яким за незадовільну роботу Тернопільської обласної організації, втрату довіри виборців, було усунено керівництво обласної організації партії.

### Народна самооборона
Народний депутат України, член групи «Народної самооборони» Геннадій Москаль коментуючи результати виборів зазначив, що вважає, що «Дані вибори — це особисті амбіції пана Балоги і його особистий проект». Він вважає, що на виборах були досить значні фальсифікації на користь «Єдиного центру». Пан Москаль вважає, що найбільшу кількість голосів було вкрадено у ВО «Свобода». Також для депутата не став несподіваним результат Партії Регіонів.
|  | Свої 10% вони взяли законно, за рахунок контрасту між "Свободою". Ніякий це не хабар Партії регіонів. 97- 98% населення Тернопілля ідентифікує себе як українців, і лише 2-3% – нацменшини. Нацменшини (москалі та жиди, як їх любить називати "Свобода") ніколи за праві партії не будуть голосувати |

### Комуністична партія України
На думку представників Комуністичної партії України, перемога Всеукраїнського об'єднання «Свобода» — це початок приходу до влади в Україні фашистів. На думку комуністів, в Україні є загроза повторення сценарію приходу до влади націонал-соціалістів в Німеччині в 1933 році, адже і тоді, і тепер в обох країнах була економічна криза.
|  | Головний висновок виборів, що пройшли в Тернополі, полягає в тому, що вони наглядно показали те, про що вже не перший рік говорять комуністи: до дверей нашого будинку ломиться фашизм Оригінальний текст (рос.) Главный итог прошедших в Тернополе выборов заключается в том, что они наглядно показали то, о чем уже не первый год говорят коммунисты: в двери нашего дома ломится фашизм |

Комуністи також вважають, що приходу предствників ВО «Свобода» до влади посприяв і Президент, Віктор Ющенко, який напередодні виборів, 13 березня, приїжджав до Тернополя.

## Обрання нового головиТернопільської обласної ради
19 березня 2009 року відбулось перше засідання Тернопільської обласної ради у новому складі. На ньому були присутніми 99 новообраних депутатів із 120. Зокрема, депутати від Блоку Юлії Тимошенко бойкотували це засідання. Голова Тернопільської обласної ТВК Наталя Чуйко зачитала прізвища депутатів, які увійшли до новообраної обласної ради. 26 березня 2009 року на засіданні Тернопільської обласної ради таємним голосуванням головою Тернопільської обласної ради було обрано депутата Тернопільської обласної ради від Всеукраїнського об'єднання «Свобода» Олексія Кайду. Першим заступником було обрано Сергія Тарашевського («Єдиний центр»), а заступником — Олега Боберського (Українська народна партія).

## Блок Юлії Тимошенкоі нова облрада
Як повідомила Голова Тернопільської обласної ТВК Наталя Чуйко Блок Юлії Тимошенко відмовився від 12 депутатських місць у Тернопільській обласній раді. Усі 12 новообраних депутатів від БЮТ написали заяви про припинення повноважень. Аналогічно вчинили і їхні наступники у списку, аж доки той не вичерпався. У зв'язку з цим до Тернопільської облради тепер увійшло 108 депутатів зі 120. Втім, для прийняття рішень необхідно було мати 61 голос.